# Torneo UEMOA 2008
El Torneo UEMOA 2008 es la segunda edición de este torneo de fútbol a nivel de selecciones nacionales de África Occidental organizado por la WAFU y que contó con la participación de 8 países de la región.
El campeón de la edición anterior Costa de Marfil venció en la final al anfitrión Malí en Bamako para ganar el título por segundo torneo consecutivo.

## Fase de grupos

### Grupo A
| País         | Pts | J | G | E | P | GF | GC | GD  |
| ------------ | --- | - | - | - | - | -- | -- | --- |
| Burkina Faso | 7   | 3 | 2 | 1 | 0 | 5  | 3  | +2  |
| Malí         | 6   | 3 | 2 | 0 | 1 | 10 | 4  | +6  |
| Benín        | 4   | 3 | 1 | 1 | 1 | 5  | 2  | +3  |
| Guinea-Bisáu | 0   | 3 | 0 | 0 | 3 | 1  | 12 | −11 |

| 2 de noviembre de 2008 | Malí                                                        | 6-0 | Guinea-Bisáu | Stade Modibo Keïta, Bamako |  |
|                        | Fané 10' 52' · S. Camara 20' 25' · Dembele 36' · Traore 74' |     |              |                            |  |

| 2 de noviembre de 2008 | Burkina Faso | 0-0 | Benín | Stade Modibo Keïta, Bamako |  |
|                        | Kafando      |     |       |                            |  |

| 4 de noviembre de 2008 | Guinea-Bissau | 1-2 | Burkina Faso          | Stade Modibo Keïta, Bamako |  |
|                        | Mamadu 74'    |     | Kafando 24' · Yameogo |                            |  |

| 4 de noviembre de 2008 | Malí                          | 2-1 | Benín     | Stade Modibo Keïta, Bamako |  |
|                        | Coulibaly 16' · M. Camara 76' |     | Felix 55' |                            |  |

| 6 de noviembre de 2008 | Benín                          | 4-0 | Guinea-Bisáu | Stade Modibo Keïta, Bamako |  |
|                        | Obeid 25' · Kobena 45' 53' 75' |     |              |                            |  |

| 6 de noviembre de 2008 | Burkina Faso                                    | 3-2 | Malí                              | Stade Modibo Keïta, Bamako |  |
|                        | Sogoba 28' · Dembele 55' · S. Camara 90' (pen.) |     | Thiombiano 42' (pen.) · Bonou 87' |                            |  |

### Grupo B
| País            | Pts | J | G | E | P | GF | GC | GD |
| --------------- | --- | - | - | - | - | -- | -- | -- |
| Costa de Marfil | 7   | 3 | 2 | 1 | 0 | 4  | 2  | +2 |
| Níger           | 6   | 3 | 2 | 0 | 1 | 3  | 2  | +1 |
| Senegal         | 3   | 3 | 1 | 0 | 2 | 1  | 2  | −1 |
| Togo            | 1   | 3 | 0 | 1 | 2 | 1  | 3  | −2 |

| 3 de noviembre de 2008 | Costa de Marfil                | 2-1 | Níger      | Stade Modibo Keïta, Bamako |  |
|                        | Kader 55' (a.g.) · Kouakou 51' |     | Moussa 18' |                            |  |

| 3 de noviembre de 2008 | Senegal      | 1-0 | Togo | Stade Modibo Keïta, Bamako |  |
|                        | Diedhion 11' |     |      |                            |  |

| 5 de noviembre de 2008 | Níger     | 1-0 | Senegal | Stade Modibo Keïta, Bamako |  |
|                        | Vitau 37' |     |         |                            |  |

| 5 de noviembre de 2008 | Costa de Marfil | 1-1 | Togo      | Stade Modibo Keïta, Bamako |  |
|                        | Traore 23'      |     | Amana 67' |                            |  |

| 7 de noviembre de 2008 | Togo | 0-1 | Níger       | Stade Modibo Keïta, Bamako |  |
|                        |      |     | Tahirou 82' |                            |  |

| 7 de noviembre de 2008 | Senegal | 0-1 | Costa de Marfil | Stade Modibo Keïta, Bamako |  |
|                        |         |     | Arnaud 21'      |                            |  |

## Final
| 9 de noviembre de 2008 | Malí        | 1-1 (5-6 p.) | Costa de Marfil | Stade Modibo Keïta, Bamako |  |
|                        | Dembele 77' |              | Guedegbe 37'    |                            |  |

## Campeón
| Torneo UEMOA 2008          |
| -------------------------- |
| Bandera de Costa de Marfil |
| Costa de Marfil 2.º título |